# Concert for George
Concert for George foi um concerto realizado no Royal Albert Hall, em Londres, Inglaterra, em 29 de novembro de 2002, como um tributo a George Harrison no primeiro aniversário de sua morte. O evento foi organizado pela viúva de Harrison, Olivia, e o filho, Dhani Harrison, sob a direção musical de Eric Clapton e Jeff Lynne. Os lucros do evento foram para a Material World Charitable Foundation, uma organização criada por Harrison.

## Performances
O concerto tem início com o tradicional sânscrito invocação, o canto Sarvesham, seguido por Anoushka Shankar, filha de Ravi Shankar que tocou "Your Eyes". Em seguida, Anoushka Shankar e Jeff Lynne tocaram "The Inner Light", seguidos por uma composição Ravi Shankar "Arpan" (Sânscrito para'dar'), escrito especialmente para a ocasião. Houve um interlúdio de comédia com membros da trupe Monty Python (Eric Idle, Terry Jones, Terry Gilliam, junto com Neil Innes) executando "Sit on My Face". Carol Cleveland foi o convidado especial de Tom Hanks para executar "The Lumberjack Song".
O restante do show contou com "Band George" e incluiu os dois membros dos Beatles ainda vivos, Paul McCartney e Ringo Starr, bem como  Eric Clapton, Jeff Lynne, Tom Petty, Billy Preston, Jools Holland, Albert Lee, Sam Brown, Gary Brooker, Joe Brown, Ray Cooper, Andy Fairweather-Low, Marc Mann, Klaus Voormann, Dhani Harrison e vários outros músicos que apareceram em gravações de Harrison ao longo dos anos.
Tocaram uma seleção de canções em sua maioria de Harrison, tanto como Beatle como pós-Beatles, seguindo fielmente os arranjos originais de Harrison. As performances incluíram Clapton e Preston em "Isn't It a Pity"; Starr em "Photograph", McCartney e Clapton em "Something" (McCartney abre tocando um ukulele no início da canção); Preston em "My Sweet Lord", McCartney, Clapton e Starr em "While My Guitar Gently Weeps" e "Wah Wah".
Joe Brown encerrou o show com "I'll See You in My Dreams" no ukulele, um dos instrumentos favoritos de Harrison.
O evento foi filmado e uma versão cinematográfica, dirigida por David Leland e fotografado por Chris Menges foi lançado em DVD em 17 de novembro de 2003. Uma versão em CD também foi lançada na mesma data, a performance de Monty Python e as faixas de Sam Brown não foram incluídas no CD.

## Faixas
| Lista de faixas |                                         | |         |  |
| N.º             | Título                                  | Observação | Duração |  |
| 1.              | "Sarve Shaam (Ravi Shankar)"            | Oração tradicional - incluindo uma dedicação por Ravi Shankar |         |  |
| 2.              | "Your Eyes (Ravi Shankar)"              | Anoushka Shankar: sitar / Tanmoy Bose: tabla | 8:22    |  |
| 3.              | "The Inner Light (Harrison)"            | Anoushka Shankar: sitar / Jeff Lynne: levar guitarra, vocal acústico / Rajendara Prasanna: shahnai / Tanmoy Bose: tabla / Dhani Harrison: músico backing vocal, piano / não identificado (s) | 3:01    |  |
| 4.              | "Arpan (Ravi Shankar)"                  | Anoushka Shankar: sitar, condutor / Sukanya Shankar: vocal-shloka / M. Balanchandar: mridangam / Rajendara Prasanna: Vishwa Mohan Bhatt shahnai: mohan vina / Tanmoy Bose: tabla, dholak / Chandrasekhar e Balu Raghuraman: violinos / Eric Clapton: guitarra / Pedro Eustache: ventos / Sunil Gupta: flauta / Anuradha Krishamurthi e OS Arun: vocal / Jane Lister: harpa / Gaurav Mazumdar: Sitar / Mzumdar Snehashish: bandolim / Ramesh Mishra: sarangi / Pirashanna Thevarajah: percussão / Kenji Ota: tanpura / Barry Phillips: violoncelo / Emil Richards: marimba / Partho Sarathy: Sarod / Hari Sivanesan e Sivaskti Sivanesan: Veena / meninos e meninas de cortesia Coro da Bharatiya Vidya Bhavan / Câmara Inglês Coro / London Metropolitan Orchestra (Andrew Brown, Roger chase, Chris Fish, Helen Hathorn, Lynda Houghton, Ian Humphries, Zoe Martlew, Stella Page, Debbie Widdup). Michael Kamen - string condutor, arranjo de cordas. | 23:01   |  |
| 5.              | "Sit On My Face e The Lumberjack Song"  | Interlúdio cômico, incluindo quatro membros do Monty Python: Michael Palin, Terry Jones, Eric Idle e Terry Gilliam. Também realizando: Neil Innes, Carol Cleveland e Tom Hanks. |         |  |
| 6.              | "I Want to Tell You"                    | Jeff Lynne: guitarra, vocal | 2:52    |  |
| 7.              | "If I Needed Someone"                   | Eric Clapton: guitarra, vocal | 2:28    |  |
| 8.              | "Old Brown Shoe"                        | Gary Brooker: piano, vocal elétrico | 3:48    |  |
| 9.              | "Give Me Love (Give Me Peace on Earth)" | Jeff Lynne: guitarra, vocal acústica | 3:29    |  |
| 10.             | "Beware of Darkness"                    | Eric Clapton: guitarra, vocal | 4:00    |  |
| 11.             | "Here Comes the Sun"                    | Joe Brown: guitarra, vocal acústica | 3:09    |  |
| 12.             | ""That's The Way It Goes""              | Joe Brown: bandolim, vocal | 3:39    |  |
| 13.             | ""Horse to the Water""                  | Sam Brown: vocal |         |  |
| 14.             | "Taxman"                                | Tom Petty: guitarra, vocal | 3:10    |  |
| 15.             | "I Need You"                            | Tom Petty: guitarra, vocal acústica | 3:00    |  |
| 16.             | ""Handle with Care""                    | Tom Petty: vocal, guitarra / Jeff Lynne: vocal | 3:27    |  |
| 17.             | ""Isn't It a Pity""                     | Billy Preston: vocal principal, órgão / Eric Clapton: violão, vocal principal | 6:58    |  |
| 18.             | "Photograph"                            | Ringo Starr: vocal | 3:56    |  |
| 19.             | "Honey Don't"                           | Ringo Starr: vocal | 3:03    |  |
| 20.             | "For You Blue"                          | Paul McCartney: guitarra, vocal acústica | 3:04    |  |
| 21.             | "Something"                             | Paul McCartney: vocal, ukulele, violão / Eric Clapton: guitarra, vocal | 4:25    |  |
| 22.             | ""All Things Must Pass""                | Paul McCartney: guitarra, vocal acústica | 3:33    |  |
| 23.             | "While My Guitar Gently Weeps"          | Eric Clapton: guitarra, vocal principal | 5:57    |  |
| 24.             | "My Sweet Lord"                         | Billy Preston: órgão, vocal | 5:02    |  |
| 25.             | "Wah-Wah"                               | Jeff Lynne e Eric Clapton: vocais, guitarras / Billy Preston: levar órgão, vocal | 6:06    |  |
| 26.             | "I'll See You in My Dreams"             | Joe Brown: ukulele, vocal | 4:01    |  |

## Banda de George (depois interlúdio) e convidados
- Eric Clapton - guitarras acústicas e elétricas, diretor musical
- Jeff Lynne, Tom Petty, Joe Brown, Albert Lee, Marc Mann, Andy Fairweather-Low, Dhani Harrison, Paul McCartney - acústico e guitarras elétricas
- Gary Brooker, Jools Holland, Chris Stainton, Billy Preston, Paul McCartney - teclados
- Dave Bronze, Klaus Voormann - baixo
- Ringo Starr, Jim Keltner, Jim Capaldi, Henry Spinetti - bateria
- Ray Cooper, Emil Richards, Jim Capaldi - percussão
- Jim Horn - saxofone tenor
- Tom Scott - saxofone alto
- Katie Kissoon, Tessa Niles, Sam Brown - backing vocals
- Anoushka Shankar - cítara

## Ver Também
- Concert for George (filme)